# Manchuria Kung Fu
Le Manchuria Kung Fu ou le Kung-Fu Mandchou ou le Mansuria Kung Fu est un art martial chinois traditionnel, (kung-fu) parmi beaucoup d'autres (Wushu, Hung Gar, Wing Chun, etc). Selon la légende, il serait resté pendant longtemps uniquement transmis au sein de la garde rapprochée de l'empereur chinois[réf. nécessaire]. Il s'est notamment développé durant le règne de la dynastie Qing d'origine mandchoue (1644-1911)[réf. nécessaire].
Cet art de combat est constitué de 12 styles à mains nues et de 35 styles d’armes. Ces origines du nord de la chine en font un style aérien, avec de nombreuses techniques de jambes et de sauts. Du fait de son histoire, il a su également intégrer de nombreuses techniques du sud. Cela en fait un art martial guerrier très complet. Il est, actuellement, le style de kung-fu dominant en Inde.

## Histoire

### Légende
L'origine de cet art de combat est attribuée aux guerriers Mandchous (peuple originaire du Nord du territoire chinois entre la Mongolie et la Corée). Plus précisément, il s'est développé au sein de la garde impériale durant la dernière dynastie à avoir régné sur la Chine, de 1644 à 1912 : la dynastie Qing d'origine mandchoue (succédant à la dynastie Ming dominée par les Han). L'art guerrier des Mandchous, style aérien avec de nombreuses techniques de jambes et de sauts, a bien évidemment été marqué de l'empreinte des différents empereurs de la dynastie Qing et généraux de l’armée impériale. Les différentes conquêtes ont également joué un rôle dans l'évolution de cet art puisqu'elles ont permis l'intégration de certaines techniques animales ou de certaines armes traditionnellement issues du Sud de la Chine. De plus, il a su s'enrichir des rébellions menées contre l'empire, comme lors de la prise de la ville de Nankin en 1660 par des partisans de la dynastie Ming soutenus par le Temple Shaolin.

### Histoire contemporaine
Le déclin de l'empire Qing au cours du XIXe siècle, l'a amené à sa chute en 1911. Puisque uniquement transmis au sein de la garde impériale, celle-ci aurait pu mener à la disparition de cet art de combat. Cependant, un membre de l'armée impériale, Maître Wong, s'exila à Hong-Kong et fut le premier à transmettre au grand public l'art de combat Mandchou, baptisé alors "Mansuria Kung Fu" (en mémoire de ses origines : la Mandchourie s'appelant Manchuria en anglais). L'un de ses meilleurs élèves, Maître Kalaï Achony Lee, a ensuite permis une plus large diffusion de ce style, qui initia à son meilleur élève d'origine indienne, R. Shekhar, les secrets de cet art. R. Shekhar devint Maître puis Grand Maître de la discipline. Il retourna en Inde, où il fonda l'Association Internationale de Manchuria Kung-Fu, ainsi que l'école internationale "School Mansuria Kung Fu International" en 1990 dans le Tamil Nadu, près de Madras. Le Manchuria Kung Fu est aujourd'hui le style de kung fu dominant en Inde, tous styles confondus, tant en combat qu'en technique, puisqu'il a été implanté avant les autres styles. Le Grand Maître R. Shekhar a entraîné à la fois des acteurs (comme Jiiva) et cascadeurs professionnels du cinéma indien (comme pour le film Mugamoodi, l'homme masqué), et des unités militaires et de police. En 40 ans de pratique et d'enseignement, il a formé plus de 15 000 ceintures noires et 40 000 élèves ; il est considéré comme le père du Kung Fu en Inde. Actuellement, plus de 1 500 associations sont rattachées à l’Association Internationale de Manchuria Kung Fu.
Le Grand Maître R. Shekhar est décédé le 29 octobre 2014. Ce sont ses disciples qui développent et transmettent aujourd'hui le Manchuria Kung Fu à travers le monde.

## Le Manchuria Kung Fu en France

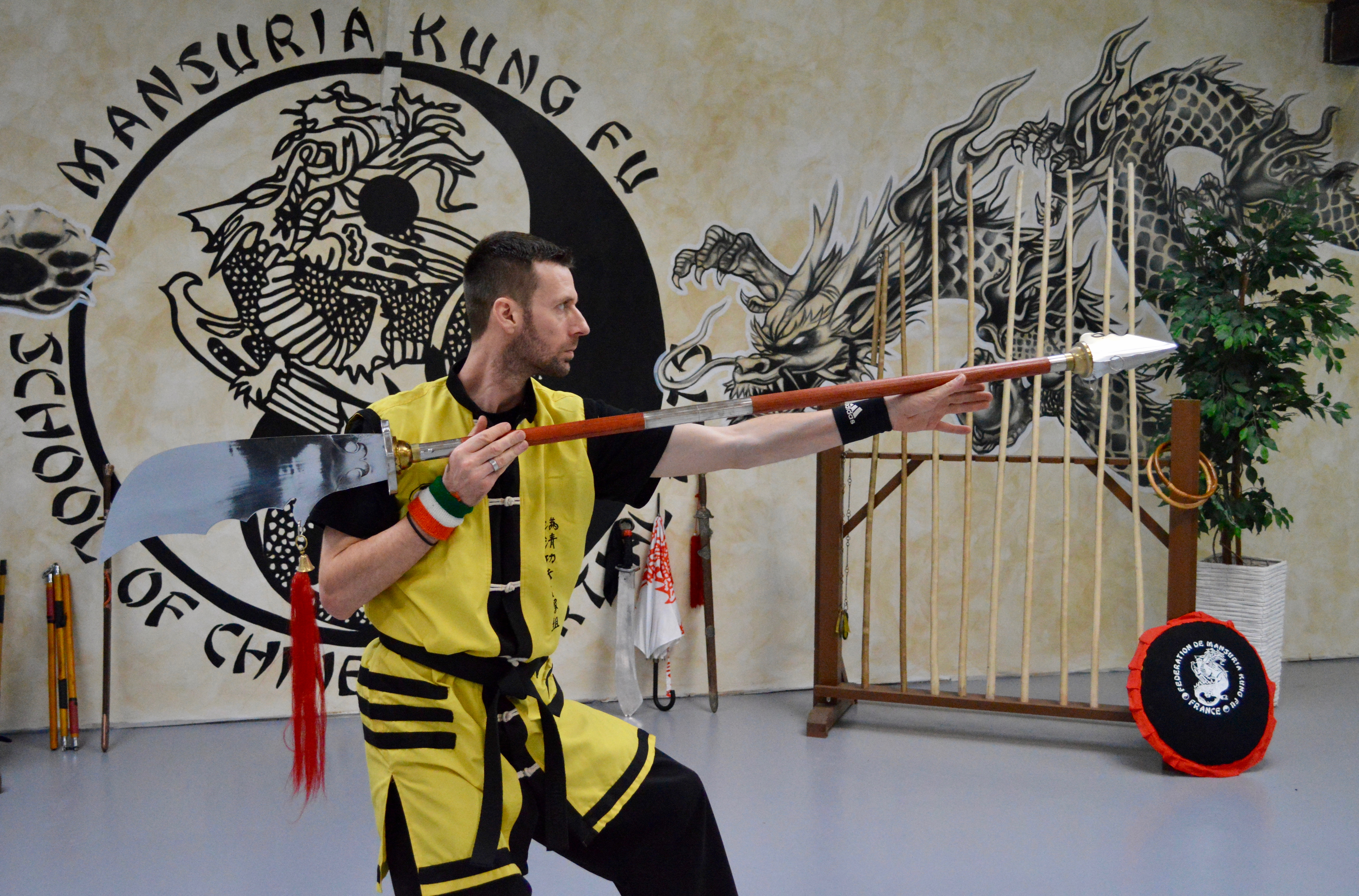
La Hallebarde est l'une des 35 armes pratiquées dans le Manchuria Kung Fu. Elle est ici maniée par le Maître Mathieu Derosière au sein de l'École internationale de Beuvry (France).

Style encore peu connu en France, il tend à se développer, notamment grâce au représentant de la discipline en Europe et en France : Maître Mathieu Derosière, 7e Dan,, (un des meilleurs élèves du Grand Maître R. Shekhar). Il participe activement au développement et à la transmission de cet art et a créé la Fédération de Manchuria Kung-Fu (F.M.K.F.S), dont le nom actuel est Fédération Manchuria Kung Fu School of Chinese Martial Arts,, le 30 octobre 2008 à Arras. Le 6 septembre 2015, en l'honneur du Grand Maître R. Shekhar (né un 7 septembre), Maître M. Derosière a inauguré sa propre école internationale de Manchuria Kung Fu (Manchuria Kung Fu School of Chinese Martial Arts, Arts Martiaux MKF) à Beuvry, Nord-Pas-De-Calais (la première de ce genre en France). Cette inauguration a été effectuée en présence de deux maîtres indiens : Master Kannan (7e Dan) et Master Mallai C.E. Sathya (5e Dan). Une deuxième école a vu le jour à Saint-Etienne, dans la Loire, le 8 avril 2017.

## Les spécificités du Manchuria Kung Fu
Le Manchuria Kung Fu est un art martial complet puisque son histoire en a fait un métissage des styles du nord et du sud de la Chine : les styles du nord utilisant plus les jambes, et ceux du sud, les poings (l’expression chinoise Mandarin Nan Quan Bei Tui veut dire « poings dans le sud et jambes dans le nord »). Il est constitué de 12 styles à mains nues différents ainsi que de 35 styles d’armes (le travail sur mannequin de bois vient en complément de ces styles). Dans le Manchuria Kung Fu, l'ensemble de ces styles fait partie intégrante de cet art de combat et le rend puissant, rapide, efficace et précis. Le fait qu'il existe de nombreux styles permet à chacun de s'épanouir dans sa pratique en fonction de sa morphologie et de ses aspirations. Par exemple, une personne élancée sera plus à l'aise dans un style basé sur la fluidité alors qu'une personne robuste et trapue sera plus à l'aise dans un style basé sur la puissance.
De plus, le Manchuria Kung Fu montre trois grandes spécificités :
- Un des fondements essentiel est la biomécanique (ou body action en anglais). L'objectif est de comprendre les fonctionnements et les mouvements du corps pour pouvoir optimiser la puissance et l'efficacité des mouvements. Ceci retrouve visuellement dans l'expression du corps et la continuité des mouvements.
- En self-défense, l'adversaire n'est pas maîtrisé au sol, mais bel et bien avant la touche au sol.
- Le pratiquant de Manchuria Kung Fu est capable de s'adapter au style de son adversaire. En effet, le Manchuria Kung Fu offre un grand éventail de techniques à la fois classiques (pieds poings, blocages, coups de coudes, genoux, etc.) et de projections.

### Les styles à mains nues

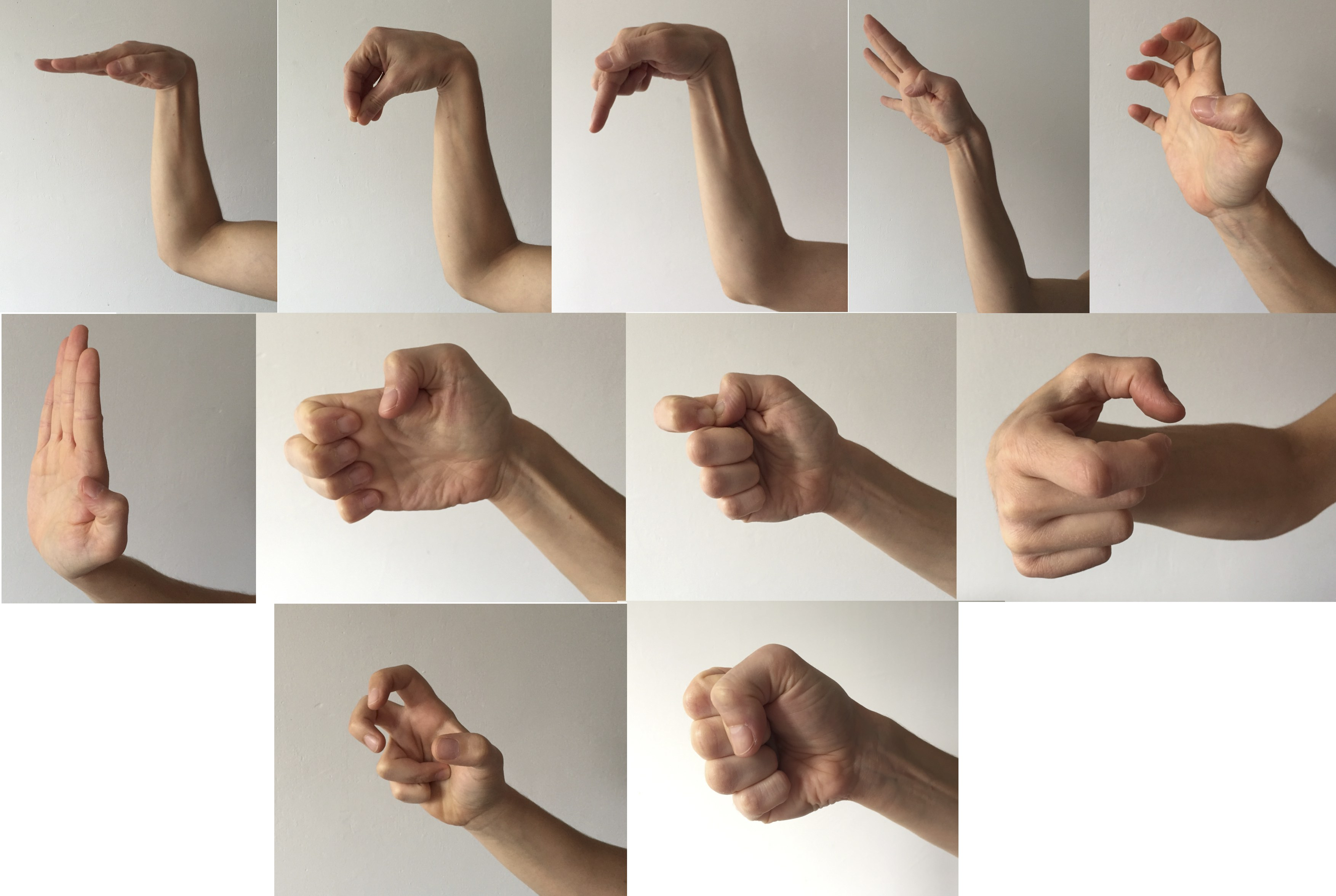
Les styles à mains nues pratiqués dans le Manchuria Kung Fu. De gauche à droite et de haut en bas : serpent, coq, mante religieuse, aigle, tigre, bouddha, léopard, accu punch, singe ou homme ivre, dragon et quan.

Comme la plupart des arts martiaux chinois, les styles à mains nues sont en partie inspirés des comportements animaux,. Trois grandes catégories se distinguent :
- Les styles basés sur la fluidité dont les attaques font preuve de ruses, sont imprévisibles et/ou acrobatiques. On y trouve les styles du Serpent, du Singe et de l'Homme Ivre.
- Les styles basés sur la précision dont les attaques sont précises et dirigées sur des points stratégiques et vitaux. On y trouve les styles du Coq, de la mante religieuse et de l'Accu punch (frappe avec l'articulation entre la première et la deuxième phalange de l'index sur les points vitaux).
- Les styles basés sur la puissance dont les attaques sont rapides, puissantes et stables, avec de nombreuses saisies démontrant une certaine agressivité. On y trouve les styles du Dragon, du Tigre, du Léopard et de l'Aigle.

De plus, il existe deux autres styles :
- Le style du Bouddha qui représente la sagesse (avec la main ouverte).
- Le style de poings (dit Quans).

Bien évidemment chacun de ces styles est différent et les stratégies d'un style ne sont que rarement retrouvées dans un autre style (chaque animal à ses propres attitudes naturelles, ses propres stratégies d’attaque, de survie ou de défense).

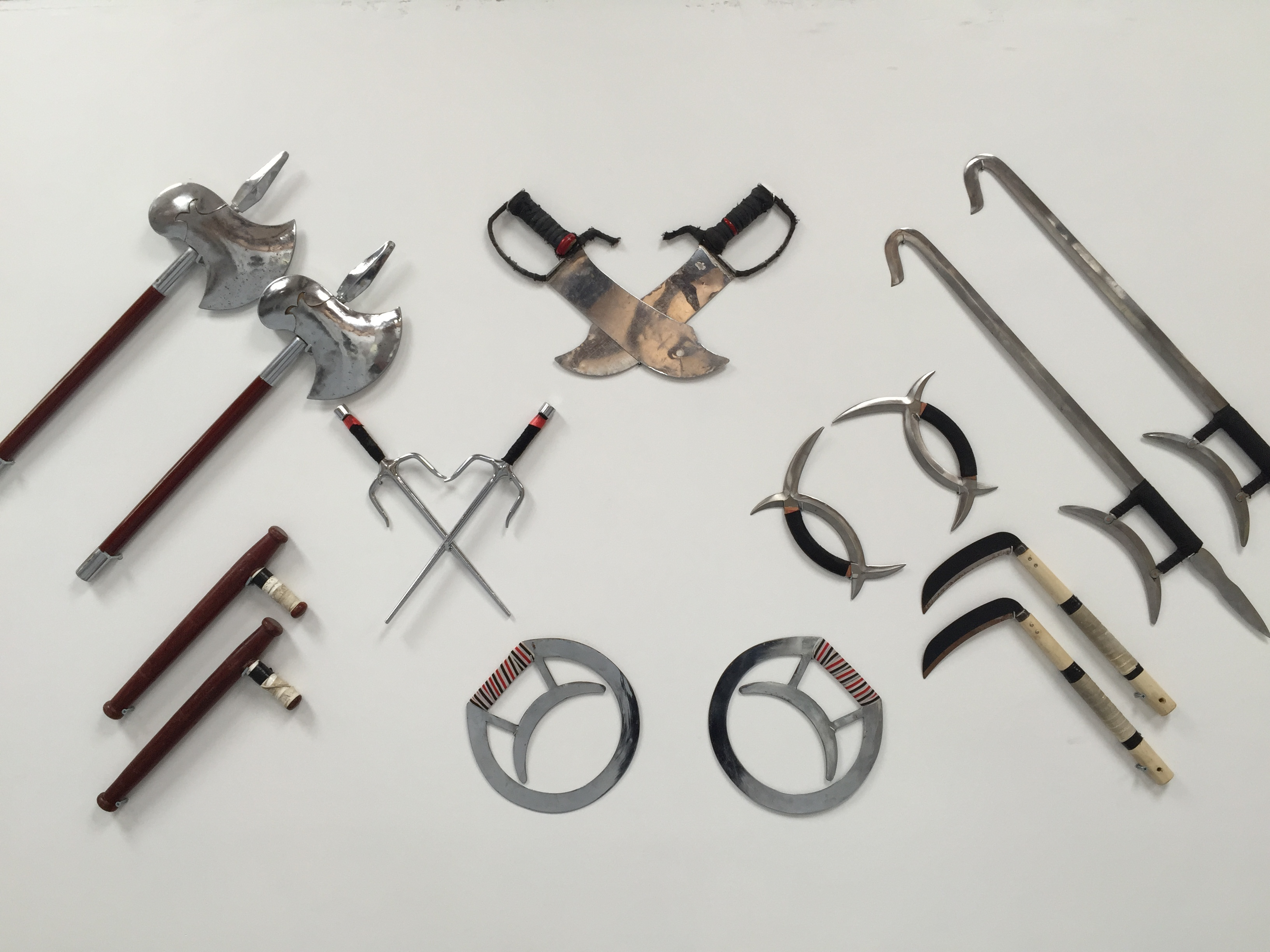
Un mur d'armes dans l'école internationale de Mansuria Kung Fu à Beuvry, Nord-Pas-De-Calai, France (Mansuria Kung Fu School of Chinese Martial Arts).

### Les styles d'armes
Le Manchuria Kung Fu propose un large éventail d'armes traditionnelles chinoises et d'armes très connues dans le monde des arts martiaux japonais. On distingue trois groupes d'armes enseignées (liste non exhaustive) :
- Les armes courtes, comme l'éventail, les tonfas, les kamas, les croissants de lune (shuang yue), les doubles crochets (shuang gou), la paire de haches (shang pian shuang fu), le sabre, le parapluie, les doubles couteaux papillons (butterfly), les saï, les yawaras, les doubles dagues ou les doubles bâtons.
- Les armes longues, comme le grand bâton, le râteau, la langue de serpent ou le bo-nunchaku (shao zi gun).
- Les armes articulées (ou à sections), comme le tri-bâton (san jie gun) ou le nunchaku.

## Les grades ou ceintures
Les grades, appelés également ceintures, sont attribués à un pratiquant et permettent d'évaluer son niveau, son degré d'ancienneté, son degré d'investissement ainsi que ses qualités morales,.

### Grades de ceintures de couleurs

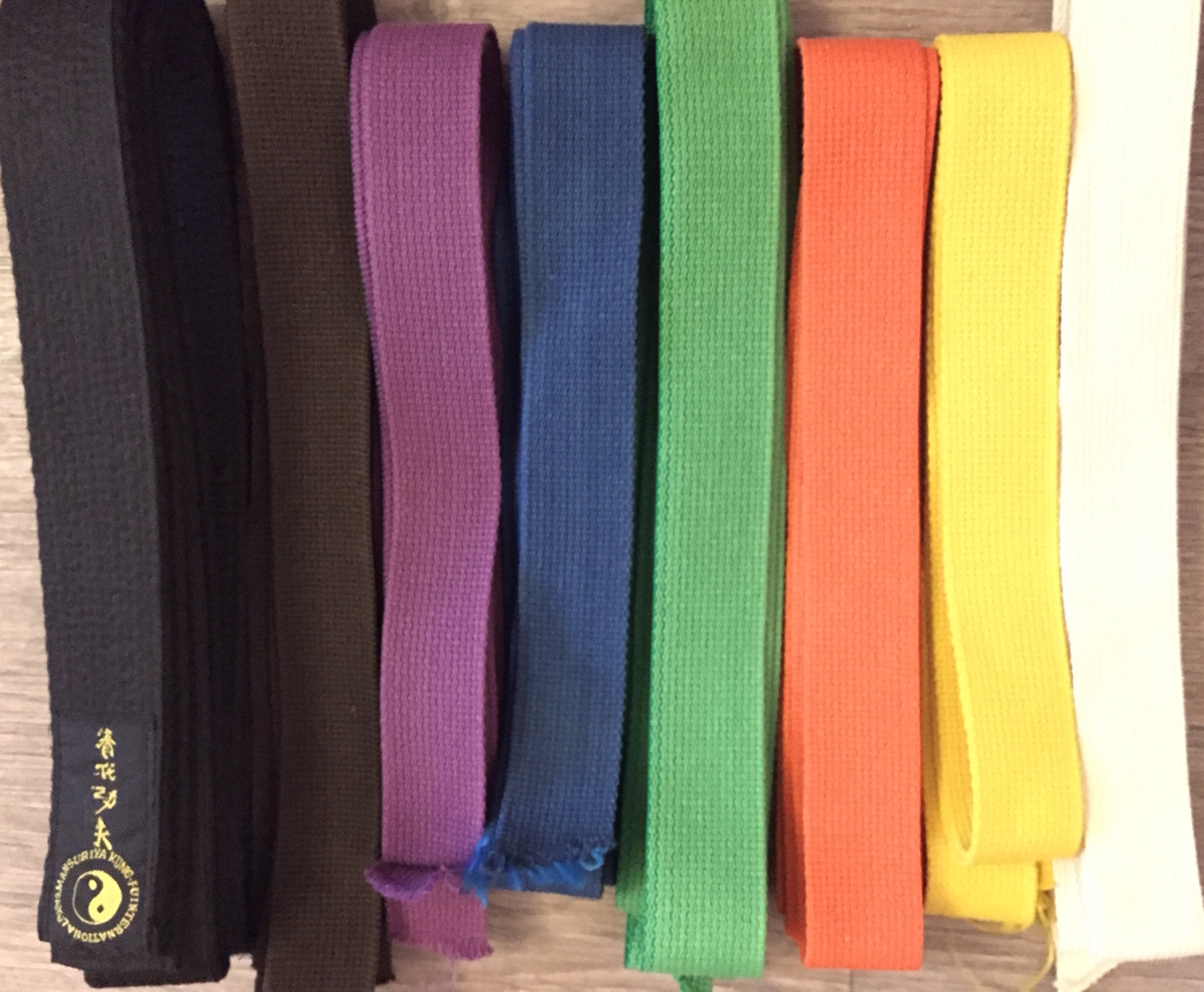
Les différentes ceintures dans le Manchuria Kung Fu.

Dans le Manchuria Kung Fu, avant la ceinture noire, il existe sept couleurs de ceintures "de bases" :
- Blanche
- Jaune
- Orange
- Verte
- Bleue
- Violette
- Marron

### Grades supérieurs
Dans le Manchuria Kung Fu, la ceinture noire représente le début d'un long apprentissage : ce n'est que le début et non une finalité. La ceinture noire signifie que le pratiquant a acquis les bases fondamentales de cet art. Bien évidemment, pour devenir "Black Belt", il faut des années de pratique assidue et un niveau de performance en rapport avec la ceinture convoitée, on parle alors de Dan. Chaque Dan implique une étoile supplémentaire (il y a 10 Dan dans le Manchuria Kung Fu).

## Le Manchuria Kung Fu au cinéma
- Mugamoodi, l'homme masqué (2012), le premier film de super-héros Tamoul, réalisé par Mysskin, avec Jiiva, Pooja Hedge, Narain et Selva. Certains acteurs, dont Selva, ont reçu l'enseignement du Grand Maître R. Shekhar spécifiquement pour ce film. Le Grand Maître a également participé aux chorégraphies du film[5]. Pour l'anecdote, Jiiva a pratiqué le Mansuria Kung Fu pendant 4 ans auprès du Grand Maître[4].
- La Main de Dieu (2016), un court-métrage français réalisé par Dominic Saint-Ange avec Master M. Derosière dans le rôle principal[13],[14]. Ce dernier a également chorégraphié toutes les scènes de combats. En outre, de nombreux élèves ont eu la chance de pouvoir figurer dans le film[15]. Lors de l'avant-première, le court-métrage a reçu une standing ovation[16].